# Alseodaphne wrayi
Alseodaphne wrayi är en lagerväxtart som beskrevs av James Sykes Gamble. Alseodaphne wrayi ingår i släktet Alseodaphne och familjen lagerväxter. Inga underarter finns listade i Catalogue of Life.